# Peristeranthus
Peristeranthus é um género botânico pertencente à família das orquídeas (Orchidaceae).